# Shintoismo settario

Simbolo della religione Konkōkyō.

Neoscintoismo o Scintoismo settario è un termine generale utilizzato per indicare una serie di nuovi movimenti religiosi di derivazione scintoista nati prima e durante la seconda guerra mondiale (distinti da quelli nati dopo la guerra, in piena riforma del Giappone, classificate sotto il termine di Shinshukyo). Inizialmente il governo Meiji tentò di supportare una forma di insegnamento religiosa incentrata sull’apparato statale attraverso un sistema nazionale di istruttori religiosi e precettori morali, tuttavia, dopo avere compreso i limiti derivanti da questa strategia, avviò una politica di separazione tra lo stato e la religione, aprendo una distinzione tra lo scintoismo incentrato sui rituali pubblici e lo scintoismo come forma di insegnamento morale: da qui l’emergere delle sette, come pure del moderno sistema rituale incentrato sul tempio.
Si tratta di religioni che conservano gran parte delle caratteristiche dello Scintoismo e che per questo motivo non se ne sono mai distaccate ufficialmente, eccezione fatta per il Tenrikyō, le cui autorità hanno dichiarato nel 1970 che non si tratta di un ramo scintoista.
Le religioni del Neoscintoismo sono caratterizzate da elementi in comune quali il messianesimo e l'utopianesimo, oltre che da una forte spinta universalistica che li ha portati ad espandersi al di fuori dei territori giapponesi.

## Elenco delle sette scintoiste
FusōkyōCreata da Shishino Nakaba (1844-84) basandosi sul culto del Fuji (Fuji shinkō) fondato nel 1500 da Hasegawa Kakugyō (1541?-1646?).
Izumo ŌyashirokyōFondata da Senge Takatomi (1845-1918).
JikkōkyōBasata anch'essa sul culto del Fuji (Fuji shinkō), fu fondata da Hasegawa Kakugyō (Nagasaki, 1541-1646).
KonkōkyōIl Konkokyo è la più diffusa delle sette neoscintoiste, contando oltre 500.000 aderenti. Venne fondata da Konko Daijin (al secolo Akazawa Bunji), nato in una fattoria in quella che è oggi la Prefettura di Okayama. Dopo aver vissuto una serie di disastri e problemi di salute sostenne di essere guarito con l'aiuto di un potere divino. Per questo motivo fondò una nuova religione, il Konkokyo, ed iniziò a predicarla abbandonando la vita contadina. Il Konkokyo è una religione panenteistica, nella quale tutte le cose sono viste in profonda relazione le une con le altre. Dio o Kami non è visto come un essere distante, ma come presente nel mondo, tanto che il mondo stesso è considerato il corpo di Dio. Obiettivi della religione konko sono quelli volti al miglioramento della vita umana attraverso gratitudine, aiuto e preghiera. I konko credono che queste pratiche portino a un'unione dell'uomo con il Dio immanente, divenendo egli stesso Dio vivente. Dopo la morte la religione konko sostiene un'unione con la sostanza mistica della divinità. Oggigiorno ci sono circa 1.700 chiese konko in Giappone, e missioni attive negli Stati Uniti, in Canada, in Brasile, in Paraguay e in Corea del Sud.
Kurozumikyōfondata da Kurozumi Munetada (1780-1850).
Kyōha Shintō RengōkaiUna federazione di sette scintoiste costituitasi prima della guerra seguendo l'esempio della Shintō Dōshikai organizzata nel 1895.
MisogikyōFondata da Inoue Masakane (1790-1849).
OntakekyōSetta centrata sul culto del Monte Ontake (ontake shinkō).
ShinrikyōFondata da Sano Tsunehiko (1834-1906).
ShinshūkyōFondata da Yoshimura Masamochi (1839-1915).
Shintō ShūseihaFondata da Nitta Kuniteru (1829-1902).
Shintō TaikyōFondata da Shintō Honkyoku (il suo nome ufficiale era semplicemente "Shintō").
Shintō TaiseikyōFondata da Hirayama Seisai (1815-1890).